# Hugo Toumire
Hugo Toumire (* 5. Oktober 2001 in Rouen) ist ein französischer Radrennfahrer.

## Sportlicher Werdegang
Als Junior trat Toumire international mit der französischen Nationalmannschaft in Erscheinung. In der Saison 2019 gewann er eine Etappe sowie die Gesamtwertung des Course de la Paix Juniors, zudem belegte er bei Paris–Roubaix juniors den zweiten Platz. Nach dem Wechsel in die U23 fuhr er zunächst für die französischen Vereine Chambéry CF und VC Rouen 76. 2021 machte er durch jeweils einen fünften Platz in der Gesamtwertung der Tour de l’Avenir und der Tour de Savoie Mont-Blanc auf sich aufmerksam. 
Bereits Ende 2020 wurde bekannt, dass Toumire einen Vertrag bei Cofidis erhalten soll. Nachdem er Ende 2021 zunächst Stagaire war, wurde er zur Saison 2022 festes Mitglied im UCI WorldTeam. Mit dem Team gelangen ihm bisher (Stand 2024) keine zählbaren Erfolge. 

## Erfolge
2018
- Mannschaftszeitfahren und Nachwuchswertung Aubel-Thimister-Stavelot
- Mannschaftszeitfahren Tour des Portes du Pays d'Othe

2019
- Gesamtwertung und eine Etappe Course de la Paix Juniors

## Grand Tour-Platzierungen
| Grand Tour            | 2023 | 2024 |
| --------------------- | ---- | ---- |
| Giro d’ItaliaGiro     | 83   | –    |
| Tour de FranceTour    | –    | –    |
| Vuelta a EspañaVuelta | –    | –    |